# Team-Based Learning
Team-Based Learning (TBL) ist eine kooperative Lern- und Lehrstrategie, die es ermöglicht, einem strukturierten Prozess zu folgen, um das Engagement der Studierenden und die Qualität des Lernens zu verbessern. Der Begriff und das Konzept wurden erstmals von Larry Michaelsen populär gemacht, der als zentrale Figur bei der Entwicklung der TBL-Methode an der University of Oklahoma in den 1970er Jahren galt. Er entwickelte die Methode als Bildungsstrategie für akademische Kontexte, insbesondere in der medizinischen Ausbildung.

## Ablauf
Team-Based Learning besteht aus Modulen, die in einem dreistufigen Zyklus vermittelt werden: Vorbereitung, in-class Readiness Assurance Testing und anwendungsorientierte Übungen. Es besteht aus fünf wesentlichen Komponenten, mit einer optionalen letzten Phase namens Peer Evaluation.
1. Individuelle Vorbereitungsphase (Pre-Class Preparation)
Die Studierenden müssen vorbereitende Materialien durcharbeiten, die aus Texten, Präsentationsfolien, Audio- oder Videovorlesungen bestehen können. Diese Materialien sollten an das Niveau der Studierenden angepasst sein. Die Phase ist ähnlich der Idee des Flipped Classrooms.
2. Individueller Readiness Assurance Test (IRAT)
Im Unterricht absolvieren die Studierenden einen individuellen Test (IRAT), der aus 5–20 Multiple-Choice-Fragen zu den vorbereiteten Materialien besteht.
3. Team Readiness Assurance Test (TRAT) 
Nach dem IRAT schließen sich die Studierenden zu Teams zusammen und absolvieren denselben Test erneut als Gruppe. Sie reichen ihre Antworten – entweder auf Scratch-Karten oder mittels TBL-fähiger Software – ein. Sowohl IRAT- als auch TRAT-Ergebnisse fließen in die Endnote der Studierenden ein.
4. Klärungsrunde (Clarification Session)
Nach den Tests können die Studierenden Unklarheiten ansprechen oder die Qualität der Multiple-Choice-Fragen hinterfragen. Die Lehrkräfte können anschließend auf die Fragen eingehen und eine Diskussion über die behandelten Konzepte moderieren.
5. Anwendungsübungen (Application Exercises, Problem-Solving Activities)
Schließlich arbeiten die Teams gemeinsam an Anwendungsaufgaben, die es ihnen ermöglichen, das erworbene Wissen anzuwenden und zu vertiefen. Die Teams präsentieren ihre Lösungen in einer E-Gallery im Klassenzimmer, woraufhin die Lehrkraft eine Diskussion oder Debatte zwischen den Teams moderiert.
6. Optional: Peer-Evaluation (auch Immediate Feedback genannt)
Diese letzte Phase ist eine optionale Komponente des TBL-Prozesses. In der Mitte oder am Ende des Kurses führen einige Dozierende eine Peer-Evaluation (ähnlich Peer-Grading) innerhalb der Teams durch.

## Prinzipien
Die Umsetzung von TBL basiert auf vier grundlegenden Prinzipien gemäß Michaelsen & Richards, 2005:
- Die Gruppen müssen sinnvoll zusammengesetzt sein, mit einer gleichmäßigen Verteilung von talentierten Personen.
- Studierende sind für ihre Vorbereitungen und die Zusammenarbeit im Team verantwortlich.
- Teamaufgaben sollten Lernen und Teamentwicklung fördern.
- Studierende müssen regelmäßiges und unmittelbares Feedback erhalten.

## Vorteile
Team-Based Learning kann Studierenden helfen, die sich wenig für das Unterrichtsmaterial interessieren, ihre Hausübung nicht machen oder Schwierigkeiten beim Verständnis haben. TBL kann traditionelles Lernen mit Anwendungs- und Problemlösungskompetenzen ergänzen und gleichzeitig soziale Kompetenzen fördern.
Viele medizinische Fakultäten haben TBL eingeführt, da es langfristige Wissensspeicherung unterstützt; dies ist jedoch umstritten. Eine Studie der Washington University School of Medicine zeigt, dass Studierende, die mit aktivem Team-Based Learning unterrichtet wurden, ein besseres Langzeitgedächtnis im Vergleich zu traditionellen Vorlesungsmethoden hatten.

## Nachteile
Nachteile des TBL identifiziert wurden: eine schwierigere Überwachung der einzelnen Gruppen, ein größerer Platzbedarf und die Notwendigkeit einer geeigneten Raumgestaltung sowie Ausstattung. Auch wurden nur wenige Vorteile gegenüber Problembasierten Lernen gefunden.